# Thomas Langbein
Thomas Langbein (* 31. Januar 1967) ist ein ehemaliger deutscher Fußballspieler.

## Karriere
Thomas Langbein startete seine Profikarriere bei der SG Wattenscheid 09 in der 2. Bundesliga, wurde aber in den ersten beiden Jahren nur viermal eingesetzt. In der Hinrunde 1986/87 wurde Langbein zum Stammspieler bei den Wattenscheidern und stieg mit der Mannschaft 1990 in die Fußball-Bundesliga auf. Nach der Saison 1992/93 wechselte Langbein für ein Jahr zum Oberligisten VfR Sölde, spielte anschließend drei Jahre lang für Preußen Münster und zwei Jahre für die SpVgg Erkenschwick und Westfalia Herne.
Langbein war als Trainer bei unterschiedlichen Jugendmannschaften tätig. Im September 2010 übernahm der das Traineramt beim Dorstener A-Kreisligisten 1. SC BW Wulfen 1920.

## Erfolge
- Aufstieg in die Bundesliga 1990